# Bussigny-près-Lausanne
Bussigny-près-Lausanne és un municipi del cantó suís del Vaud, situat al districte de l'Ouest lausannois.